# Kalandsbruderschaft Neuenheerse
Die Kalandsbruderschaft Neuenheerse wurde zwischen 1350 und 1360 gegründet und ist die einzige verbliebene Fraternität im ostwestfälischen Raum.

## Geschichte

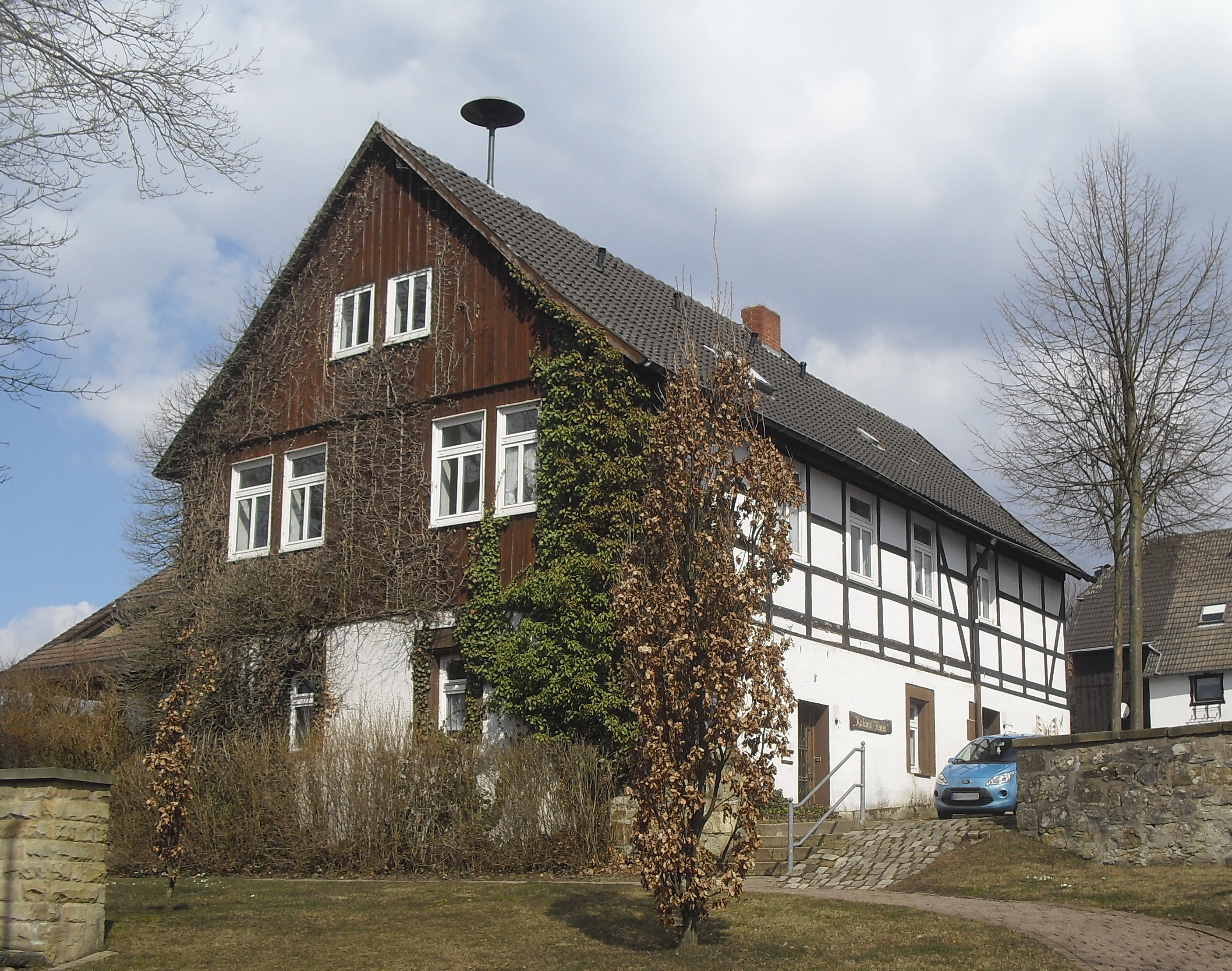
Ehemaliges Kalandshaus in Neuenheerse

Für das kleine Neuenheerse war nur deshalb eine Kalandsbruderschaft möglich, da allein an dem dortigen im Jahre 868 gegründeten Damenstift zwei Pfarrer und vierzehn Stiftsgeistliche (Benefiziaten) vorhanden waren. Auch konnten viele Stiftsdamen in die Bruderschaft eintreten. Für die Durchführung der Kalandstage nutzte die Bruderschaft bereits im 16. Jahrhundert ein eigenes „Kalandshaus“. 1610 wurde ein neues Haus erbaut. 1829 schenkte die Bruderschaft das Gebäude der Gemeinde Neuenheerse, die es als Mädchenschule nutzte.
Heute gehören der Bruderschaft ein Bischof, 19 Priester und zwei Laien an. Sie wird geleitet durch den Kalandsdechanten Josef Klingele. Er beruft zweimal im Jahr die Kaland ein: im Frühjahr am Mittwoch nach dem Weißen Sonntag und im Herbst am Montag nach dem Festtag des hl. Michael. Das Treffen beginnt mit einem Festgottesdienst, danach findet die „Kapitelsitzung“ statt, in der organisatorische und pastorale Fragen besprochen werden. Anschließend folgt ein gemeinsames Essen, bei dem als Tischlesung vom jüngsten anwesenden Mitglied aus dem Buch „Nachfolge Christi“ von Thomas von Kempen vorgelesen wird. Nach dem Essen zelebriert die Bruderschaft in der Pfarrkirche gemeinsam die Vesper und betet für ihre verstorbenen Mitglieder.